# Outgo
 (septembre 2023).
Il peut être nécessaire de l'améliorer pour respecter le principe de neutralité de point de vue. 

Outgo est une entreprise de vente et commerce électronique (outgo.com) basé dans la province de Québec, au Canada. L'entreprise est spécialisée dans la vente en ligne de cartes-cadeaux, forfaits cadeaux et expériences cadeaux,,.

## Concept
Uniquement présente sur Internet, Outgo fait la promotion de forfaits offerts par des commerçants provenant de la province de Québec, et offre une vitrine supplémentaire pour la vente de leurs forfaits. Outgo connecte ses partenaires avec tous ses utilisateurs via son site web ainsi que ses plateformes de médias sociaux, en échange d'un pourcentage prélevé sur le prix de vente de leurs expériences. Ce modèle d'affaires s'apparente à celui d'une place de marché, rendu populaire notamment grâce aux entreprises américaines Amazon, eBay, Airbnb et Etsy.

## Historique de l’entreprise
La startup est fondée en 2015 par son actuel Chief executive officer (CEO), l'entrepreneur Yanik Guillemette. La première version de la plateforme est mise en ligne en septembre 2016. 

### Croissance
En août 2017 le blogueur expert en marketing Jules Marcoux se joint à l'entreprise en tant que Chief Marketing Officer (CMO). En février 2018, l'entreprise recrute le Directeur artistique Marc-Antoine Perron et le nomine au poste de Chief Creative Officer (CCO),. En juillet 2018, l'entreprise recrute Pier-Yves C. Valade au titre de Chef de la technologie et du marketing numérique (CTO),.
En novembre 2017, l'entreprise organise un atelier culinaire haut de gamme en compagnie du chef Hakim Chajar, vainqueur de l'édition 2014 de l'émission Les Chefs !.
En mai 2018, l'animateur vedette de télé et de radio québécois Benoît Gagnon devient coactionnaire de l'entreprise.
En mai 2019, un article annonce que la société est désormais partenaire des sociétés Viator, Tripadvisor, Costco et de L'Association canadienne des automobilistes CAA.